# Aegle Frieswijk
Aegle Frieswijk (Wolvega, 27 november 1963) is een Nederlands voormalig topkorfballer, international en korfbalcoach.
Frieswijk speelde als speler zijn volledige carrière bij SCO uit Oldeholtpade en speelde ook voor het Nederlands korfbalteam. Frieswijk komt uit een korfbalfamilie. Zijn broer Evert speelde ook in SCO 1. Daarnaast korfbalt zijn zoon Melvin Frieswijk ook op hoog niveau en is hij de oom van de voormalig international Marloes Frieswijk.

## Carrière als Speler
Frieswijk begon in 1972, op 8-jarige leeftijd met korfbal bij SCO. Daar speelde hij samen met zijn broer Evert Frieswijk.
In 1982 maakte Frieswijk, op 18-jarige leeftijd, als A1-junior zijn debuut in SCO 1. Hij maakte meteen een goede invalbeurt en was vanaf seizoen 1982-1983 een vaste waarde in de hoofdmacht van SCO 1.
In zijn eerste seizoen bij SCO speelde hij in de zaal al in de Hoofdklasse, maar op het veld nog niet. Wel promoveerde Frieswijk met SCO in 1983 op het veld ook naar de Hoofdklasse.
Frieswijk speelde t/m 1997 in SCO 1 en maakte zodoende 15 seizoenen mee op hoog niveau.
In deze periode speelde hij met SCO 2 maal de Nederlandse veldfinale, te weten in 1988 en 1993. In beide finales was PKC de tegenstander en beide keren moest SCO genoegen nemen met de tweede prijs. Het spelen van een zaalfinale was niet weggelegd voor Frieswijk.
In seizoen 1992-1993 werd Frieswijk de topscoorder van de Hoofdklasse zaal door 92 goals te maken in de competitie.
In 1993 degradeerde Frieswijk met SCO in de zaal uit de Hoofdklasse.

## Oranje
In 1987 werd Frieswijk geselecteerd voor het Nederlands korfbalteam, onder leiding van bondscoach Ben Crum.
Hij maakte zijn debuut in een interland in oktober 1987 en uiteindelijk speelde hij 17 officiële interlands, waarvan 3 op het veld en 14 in de zaal.
Frieswijk won goud op de World Games van 1989.

## Na het spelerschap
Na zijn carrière als speler bleef Frieswijk actief bij SCO. Zo was hij van 2001 t/m 2010 de voorzitter van SCO en was hij van 2014-2018 de hoofdcoach van de club.
Voor hij SCO 1 onder zijn hoede nam in 2014 was Frieswijk coach van de A1 jeugd.
Toen hij in 2010 stopte als voorzitter werd zijn broer Evert de nieuwe voorzitter.
In december 2019 werd Frieswijk gevraagd door SCO om het hoofdtrainerschap op zich te nemen, nadat coach Riko Kruit was vertrokken vanwege tegenvallende resultaten.